# Џон Бејч
Џон Бејч (енгл. John Bach /ˈbeɪʧ/ 
) или Бејш (/ˈbeɪʃ/  ) је британско-новозеландски глумац. Најпознатији је по улози Фарамировог најближег човека Мадрила у другом и трећем делу Господара прстенова. 

## Изабрана филмографија
| Улоге Џон Бејч |                                    |               |        |          |
| Година         | Српски назив                       | Изворни назив | Улога  | Напомена |
| 1981.          | Збогом свињска пито                |               |        |          |
| 1983.          |                                    |               |        |          |
| 1986.          | Палета на спрату                   |               |        |          |
| 1992.          | Звук и тишина                      |               |        |          |
| 1999−2003.     | Фарскејп                           |               |        |          |
| 2002.          | Господар прстенова: Две куле       |               | Мадрил |          |
| 2003.          | Господар прстенова: Повратак краља |               | Мадрил |          |
| 2010.          | Ово није мој живот                 |               |        |          |
| 2010.          | Спартак: Крв и песак               |               |        |          |